# Flugunfall einer Let L-410 Turbolet bei Pieri 2021
Der Flugunfall einer Let L-410 Turbolet bei Pieri am 2. März 2021 ereignete sich, als eine Let L-410 Turbolet der South Sudan Supreme Airlines bei Pieri im Bundesstaat Jonglei im Südsudan bei einem Inlandsflug auf dem Weg zum Flugplatz Yuai verunglückte.

## Flugzeug

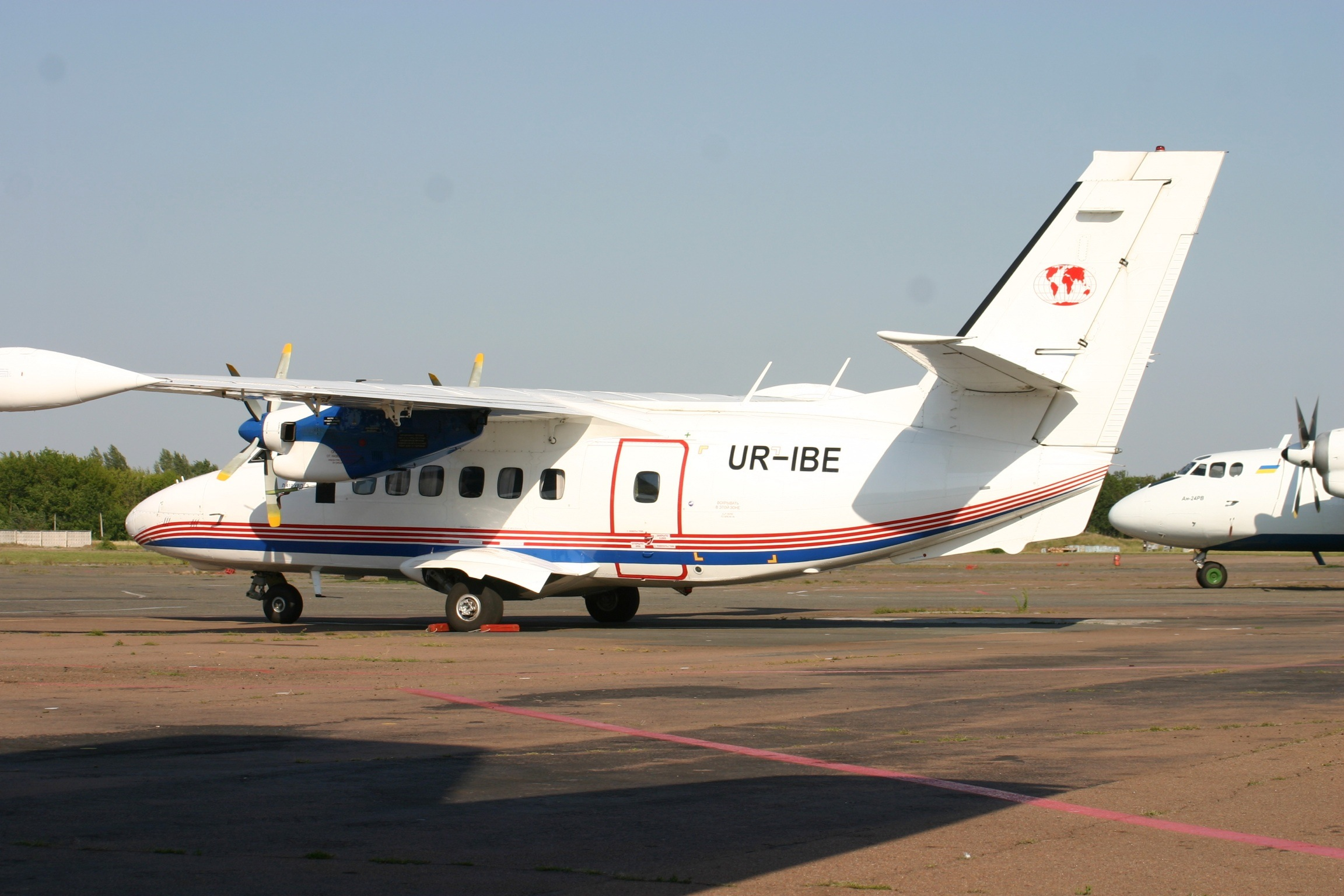
Das Flugzeug im Juli 2007, im Dienst des Business Aviation Center.

Das Unglücksflugzeug war eine Let L-410 UVP-E mit der gefälschten Registrationsnummer HK-4274. (auch: TR-KSS – gefälscht, 5Y-SSA – früher) Das Flugzeug war die 1000. L-410 und war davor im Besitz von Aeroflot, Universal-Avia, Business Aviation Center und Forty Eight Aviation gewesen. Es wurde 2017 an South Sudan Supreme Airlines verkauft.

## Ablauf des Unglücks
Das Flugzeug zerschellte, unmittelbar nachdem es vom Flugplatz Pieri abgehoben hatte. Zu der Zeit waren 8 Passagiere sowie 2 Crewmitglieder an Bord. Die South Sudan Civil Aviation Authority untersuchte den Vorfall und erklärte, dass etwa 10 min nach dem Start ein Motor ausgefallen war. Die Besatzung versuchte zum Ausgangspunkt zurückzukehren, aber der zweite Motor setzte ebenfalls aus, wodurch das Flugzeug mit geringer Vorwärts-Geschwindigkeit aufprallte.